# Johan van der Mey

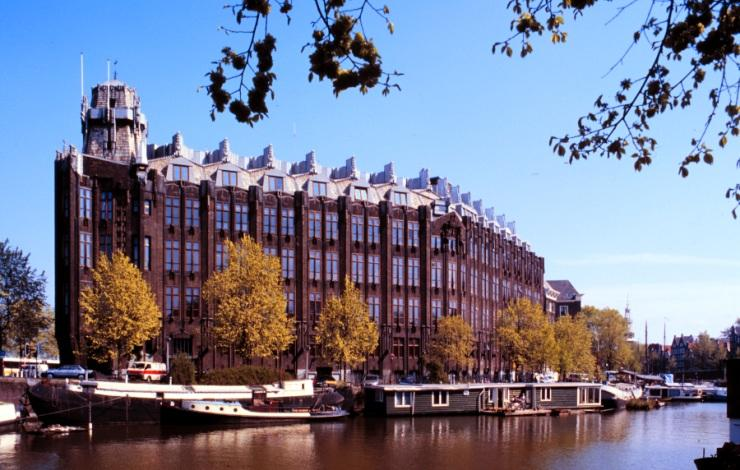
Scheepvaarthuis, Amsterdão.

Johan (ou Jan) Melchior van der Mey (19 de agosto de 1878 Delfshaven – 6 de junho de 1949, Geulle) foi um arquiteto holandês, cuja obra mais conhecida foi o Scheepvaarthuis (Casa Naval) de Amesterdão.
Van der Mey estudou com Eduard Cuypers desde 1898. Ganhou a versão holandesa do Prix de Rome em 1906, e começou a trabalhar para o município de Amsterdão como conselheiro estético. Em 1905 Amsterdão fora a primeira cidade do mundo em impor um código de edificação; com o que o trabalho de van der Mey passou a ser o de artista da construção urbana. Dentro da sua atividade, entre outras obras, desenhou a fachada da Palm House do Hortus Botanicus (1912). 
Esse mesmo ano foi-lhe encomendado o Scheepvaarthuis, um grande edifício cooperativo para seis companhias navais holandesas. Van der Mey buscou a ajuda dos seus antigos colegas Michel de Klerk e Piet Kramer. Outro arquiteto (A. D. N. van Gendt) foi encarregado de desenhar a engenharia para a estrutura.
A parte do trabalho pela que se responsabilizou Van der Mey foi coordenar o extenso programa simbólico e escultórico, tanto exterior quanto interior. A maior parte foi obra dos escultores Hildo Krop e H. A. van den Eijnde, embora participassem um grande número de artistas muito conhecidos. 
O Scheepvaarthuis é a obra-prima da Escola de Amsterdão de arquitetura. Michel de Klerk passou a ser o seu mais importante representante. Van der Mey também desenhou pontes e complexos residenciais ao sul de e nas cercanias de Mercatorplein.